# Ophiotholia montana

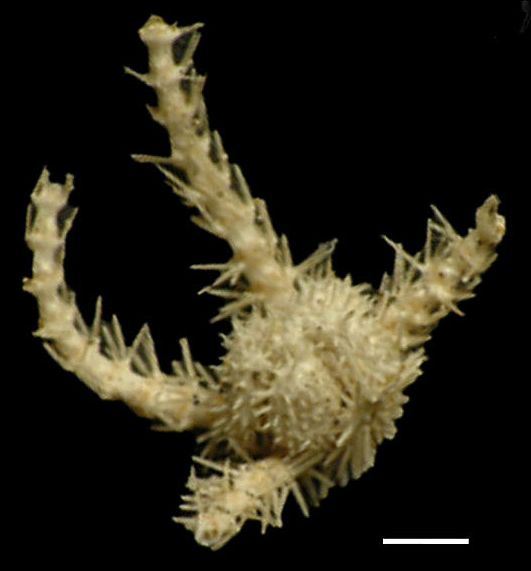
Ophiotholia montana

Ophiotholia montana är en ormstjärneart som beskrevs av Litvinova 1981. Ophiotholia montana ingår i släktet Ophiotholia och familjen knotterormstjärnor. Inga underarter finns listade i Catalogue of Life.